# Violet (album)
Pour les articles homonymes, voir Violet (homonymie).
Albums de The Birthday Massacre
Nothing and Nowhere
(2002) Walking With Strangers
(2007)
Violet est le second album produit par le groupe de rock électronique canadien The Birthday Massacre, sorti en 2005. Il est d'abord sorti en tant que EP, en 2004.

## Titres

### Version EP
1. Prologue - 0:37
2. Lovers End - 4:18
3. Violet - 3:37
4. Red - 1:17
5. Play Dead - 4:47
6. Blue - 4:29
7. Black - 1:34
8. Holiday - 5:15
9. Nevermind - 4:45

### Version album
1. Prologue - 0:37
2. Lovers End - 4:18
3. Happy Birthday - 3:37
4. Horror Show - 4:10
5. Violet - 3:37
6. Red - 1:17
7. Play Dead - 4:47
8. Blue - 4:29
9. Video Kid - 4:34
10. The Dream - 3:54
11. Black - 1:34
12. Holiday - 5:15
13. Nevermind - 4:45

## Musiciens
-  Chibi - chant
-  Rainbow - guitare et programmation
-  Michael Falcore - guitare
-  J. Aslan - basse
-  Rhim - batterie